# كونستانتين نويكا
كونستانتين نويكا (بالرومانية: Constantin Noica)‏ (25 يوليو 1909-4 ديسمبر 1987) هو شاعر روماني.